# Piraatbaarzen
Piraatbaarzen (Aphredoderidae) zijn een familie van straalvinnige vissen uit de orde van Baarszalmen (Percopsiformes).

## Geslachten
- Aphredoderus Lesueur in Cuvier & Valenciennes, 1833